# Liste kurdischer Ortsnamen in der Türkei/A–F
| Offizieller Name | Kurdischer Name                            | Objekt              | Landkreis     | Provinz                                                                               | Hintergründe zu den Namen |  |
| ---------------- | ------------------------------------------ | ------------------- | ------------- | ------------------------------------------------------------------------------------- | --- |  |
| Acırlı           | Dêrizbîn                                   | Dorf                | Midyat        | Mardin                                                                                | Vor der Umbenennung zu Acırlı hieß die Ortschaft Derizbin. |  |
| Açıkgüney        | Sivgêlik                                   | Dorf                | Kiğı          | Bingöl                                                                                | Der ehemalige Name des Dorfes lautet Sévgelik oder Sergévilik. Auf einer deutschen Militärkarte wird der Ort als Sürgülik bezeichnet. Das türkische Bauministerium nannte 1962 die Alternativbezeichnung Sivgelik. |  |
| Adaklı           | Alekan                                     | Dorf                | Yüksekova     | Hakkâri                                                                               | Der kurdische Name ist der Name des Eşiret der Alikan. |  |
| Adaklı           | Azaxpêrt                                   | Stadt und Landkreis | Adaklı        | Bingöl                                                                                | Azakpert ist der ursprüngliche Name Adaklıs. Dieser ist armenischen Ursprungs und bedeutet "Sternenschloss". Die Umbenennung von Azakpert zu Adaklı erfolgte im Jahre 1968. |  |
| Adilcevaz        | Elcewaz                                    | Stadt und Landkreis | Adilcevaz     | Bitlis                                                                                | |  |
| Adıyaman         | Semsûr                                     | Stadt und Provinz   | –             | Adıyaman                                                                              | Der frühere Name lautete Ḥiṣn Manṣūr („die Festung Mansurs“). Der Name geht zurück auf den Befehlshaber der Umayyaden Manṣūr b. Dschaʿwana, der auf Befehl des Abbasiden al-Mansur ermordet wurde. |  |
| Merkez           | Navend                                     | Landkreis           | Merkez        | Axsere                                                                                | |  |
| Afşin            | Avşîn                                      | Stadt und Landkreis | Afşin         | Kahramanmaraş                                                                         | |  |
| Ağaçöven         | Gomakoçan                                  | Dorf                | Kiğı          | Bingöl                                                                                | Der ursprüngliche Name lautete Hoğaskomları. Dieser Name ist seit dem Jahre 2009 im Grundbuch registriert. |  |
| Ağın             | Axin                                       | Stadt               | Ağın          | Elazığ                                                                                | |  |
| Ağrı             | Agirî                                      | Stadt               | Ağrı          | Ağrı                                                                                  | |  |
| Ahlat            | Xelat                                      | Stadt               | Ahlat         | Bitlis                                                                                | Der kurdische Name ist eine Variante der ohnehin bekannten Bezeichnung Khilāṭ. Der Name hängt möglicherweise mit dem Volk der Chalder zusammen, das hier einst lebte. |  |
| Akalın           | Bajerge                                    | Dorf                | Yüksekova     | Hakkâri                                                                               | Der ursprüngliche Name lautete Bajirge. |  |
| Akçadağ          | Arxa                                       | Stadt und Landkreis | Akçadağ       | Malatya                                                                               | |  |
| Akçakale         | Kaniya Xezalan                             | Stadt und Landkreis | –             | Şanlıurfa                                                                             | Der arabische Name der Ortschaft lautet Tell Abyad (arabisch تل اأبيض). |  |
| Akçalı           | Kertinis                                   | Dorf                | Yüksekova     | Hakkâri                                                                               | Der Name Kertinis ist der ursprüngliche Ortsname. Er ist auch im Grundbuch verzeichnet. |  |
| Akçevre          | Taphaç                                     | Dorf                | Diyadin       | Ağrı                                                                                  | Taphaç ist der ursprüngliche Name. Dieser wurde beim Katasteramt verzeichnet. |  |
| Akdemir          | Avşeker                                    | Dorf                | Pertek        | Tunceli                                                                               | Der kurdische Name des Dorfes „Avşeker“ ist der ursprüngliche Ortsname. Er wurde osmanisch آب شكر Ab Şeker geschrieben und bedeutet „Zuckerwasser“. |  |
| Akdüven          | Faraç                                      | Dorf                | Mazgirt       | Tunceli                                                                               | |  |
| Akocak           | Heleyis                                    | Dorf                | Yüksekova     | Hakkâri                                                                               | Der ursprüngliche Name lautete Heleis. |  |
| Akpınar          | Soryan                                     | Dorf                | Yüksekova     | Hakkâri                                                                               | Soryan ist der ursprüngliche Ortsname. Dieser ist auch beim Katasteramt registriert. |  |
| Aksu             | Gagewran                                   | Dorf                | Yüksekova     | Hakkâri                                                                               | |  |
| Aktütün          | Bezele                                     | Weiler              | Şemdinli      | Hakkâri                                                                               | |  |
| Akyokuş          | Xirbê Kermêtê                              | Dorf                | Ömerli        | Mardin                                                                                | Der kurdische Name ist eine Variante des ursprünglichen Namens Hirbakermit |  |
| Akyolaç          | Yezdo                                      | Dorf                | Diyadin       | Ağrı                                                                                  | Der kurdische Name ist auch im Grundbuch registriert. Bei der Volkszählung von 1945 wurde das Dorf noch unter dem ursprünglichen Namen Yezdo geführt. |  |
| Akyünlü          | Çandur                                     | Dorf                | Mazgirt       | Tunceli                                                                               | Der frühere Ortsnamen lautete Çantur und ist armenischen Ursprungs. |  |
| Alacakaya        | Xulaman, Guleman                           | Stadt und Landkreis | Alacakaya     | Elazığ                                                                                | Der ursprüngliche Ortsname ist kurdischer Herkunft und lautete Guleman. |  |
| Alagöz           | Baqisyan                                   | Ortschaft           | Derik         | Mardin                                                                                | Der ursprüngliche Name lautet Tahtabeş. Dieser ist auch im Grundbuch registriert. |  |
| Alıçlı           | Xirbetewo                                  | Dorf                | Ömerli        | Mardin                                                                                | Der ursprüngliche Name lautet Hirbatova. |  |
| Alınyazı         | Hozavit                                    | Dorf                | Kiğı          | Bingöl                                                                                | |  |
| Altınkilit       | Kurdi                                      | Dorf                | Diyadin       | Ağrı                                                                                  | Die Ortschaft hieß ursprünglich Kurdi ("Kurdisch") |  |
| Altınoluk        | Elwer                                      | Dorf                | Yüksekova     | Hakkâri                                                                               | |  |
| Altıntaş         | Kefirzê                                    | Dorf                | Midyat        | Mardin                                                                                | Der ursprünglich aramäische Name lautete Kfarze. |  |
| Anadağ           | Bêrux                                      | Dorf                | Şemdinli      | Hakkâri                                                                               | Der frühere Name des Dorfes lautete Beruh. Dieser Name leitet sich von Beth Ruhu ab und ist aramäischen Ursprungs. |  |
| Andırın          | Dêrkolê                                    | Stadt und Landkreis | Andırın       | Kahramanmaraş                                                                         | |  |
| Anıtlı           | Hax                                        | Dorf                | Midyat        | Mardin                                                                                | Aramäisches Dorf im Tur Abdin |  |
| Anıttepe         | Xirbeqelaç                                 | Dorf                | Ömerli        | Mardin                                                                                | |  |
| Aralık           | Tezeka                                     | Dorf                | Bismil        | Diyarbakır                                                                            | |  |
| Arapgir          | Arabkîr, Erebgir                           | Stadt und Landkreis | Arapgir       | Malatya                                                                               | |  |
| Ardahan          | Erdexan                                    | Stadt und Provinz   | –             | Ardahan                                                                               | |  |
| Arıcak           | Qerebaxan, Mîrvan                          | Stadt und Landkreis | Arıcak        | Elazığ                                                                                | Der frühere Ortsname lautete Mirvan. Dies leitet sich aus dem kurdischen Wort miran ("Herren") ab. Die Bezeichnung „Qerebaxan“ ist die kurdische Variante des Namens der früheren Verwaltungseinheit "Karabegan", die auf den gleichnamigen Eşiret zurückzuführen ist. |  |
| Armutdüzü        | Metolanis                                  | Dorf                | Yüksekova     | Hakkâri                                                                               | Metolanis ist der ursprüngliche Name der Siedlung. Dieser ist im Grundbuch registriert und wurde als Alternativbezeichnung bei den Volkszählungen (Genel Nüfus Sayımı) von 1977 und 1980 aufgeführt. |  |
| Aşağıdoluca      | Aşağı Xarik                                | Dorf                | Nazımiye      | Tunceli                                                                               | |  |
| Aşağıgülbahçe    | Kurmeş                                     | Dorf                | Pertek        | Tunceli                                                                               | Der ursprüngliche Name des Dorfes wird vom Grundbuchamt als „Aşağıkömraş“ angegeben. Der Autor Nişanyan gibt den früheren Namen hingegen als Kumreş an, welcher kurdischen Ursprungs sei und „Schwarzer Weiler“ bedeute. Der name Kurmeş ist bei der heutigen Bevölkerung gebräuchlich. |  |
| Aşağıserinyer    | Xajixa Jêrîn                               | Dorf                | Kiğı          | Bingöl                                                                                | Der kurdische Name existiert in verschiedenen Varianten. Die Variante Aşağıgajik ist im Grundbuch verzeichnet. Der Ort wird auch Gajik'a Jerin oder Xajixa Jerin genannt. |  |
| Aşağıyağmurlu    | Aşağı Sevik                                | Dorf                | Karlıova      | Bingöl                                                                                | Der alte Name lautet Aşağı Sevik. Dieser wurde 2009 wieder in das Grundbuch aufgenommen. Varianten auf Kurdisch sind Sevika Jor und Sêvika Jêrîn. |  |
| Aşağıdalören     | Aşağıbiligan                               | Dorf                | Diyadin       | Ağrı                                                                                  | Der kurdische Ortsname ist in der Form Aşağıbiligan beim Katasteramt verzeichnet. |  |
| Aşağıkardeşli    | Aşağıkörnevruz                             | Dorf                | Diyadin       | Ağrı                                                                                  | Der Name der Ortschaft lautete im Jahre 1945 Aşağı Körnavruz. Die Volkszählung von 1945 führt das Dorf noch in dieser Form auf. Die Form Aşağıkörnevruz ist beim Katasteramt verzeichnet. |  |
| Aşkale           | Aşqela, Aşqele                             | Stadt und Landkreis | Aşkale        | Erzurum                                                                               | |  |
| Aslanyurdu       | Lazwan                                     | Dorf                | Mazgirt       | Tunceli                                                                               | |  |
| Atadamı          | Giridin, Gire Dêm                          | Dorf                | Diyadin       | Ağrı                                                                                  | Die Namensform Giridin ist im Grundbuch registriert. |  |
| Atayolu          | Öztürkan                                   | Dorf                | Diyadin       | Ağrı                                                                                  | Vor der Umbenennung zu Atayolu („Der Weg Atatürks“ oder „Der Weg des Ahnen“) hieß das Dorf Öztürkan. Dieser Name ist beim Katasteramt verzeichnet. Öztürkan ist eine Mischform aus dem türkischen „Öztürk“ („echter Türke“) und dem persischen oder kurdischen Pluralsuffix „-an“. Die Ortschaft wird auch „Hısturka“ genannt.                                                                                           |  |
| Aydınlar         | Çûx                                        | Dorf                | Yayladere     | Bingöl                                                                                | |  |
| Ayranlı          | Keşkuvan                                   | Dorf                | Nazımiye      | Tunceli                                                                               | |  |
| Bağdaş           | Peranis                                    | Dorf                | Yüksekova     | Hakkâri                                                                               | Der kurdische Name wird im Zensus von 1980 als Alternativbezeichnung verwendet. |  |
| Bağlar           | Nehri                                      | Dorf                | Şemdinli      | Hakkâri                                                                               | Der heutige Name der Ortschaft Bağlar bedeutet Weinberge oder Gärten. Der ursprüngliche Name lautete Nehri. Dieser Name wird weiterhin verwendet und ist beim Katasteramt registriert. |  |
| Bağlarbaşı       | Ernas                                      | Dorf                | Midyat        | Mardin                                                                                | Bağlarbaşı bedeutet Anfang der Weinberge/Gärten. Der ursprüngliche Ortsname lautete Arnas. Er ist in dieser Form beim Katasteramt registriert. Die Umbenennung erfolgte vor 1965. |  |
| Bağözü           | Tiruva                                     | Dorf                | Dargeçit      | Mardin                                                                                | Der ursprüngliche Name der Ortschaft lautet Tirvan. Dieser Name ist kurdischen Ursprungs und bedeutet ursprünglich „Bogenschützen“ |  |
| Bahçesaray       | Miks, Muksî oder Muskî                     | Stadt und Landkreis | Bahçesaray    | Van                                                                                   | |  |
| Bakacak          | Seyid Hesen                                | Dorf                | Bismil        | Diyarbakır                                                                            | Der frühere Ortsname lautete Seyithasan. |  |
| Baklalı          | Êmzug, Unguzug                             | Dorf                | Kiğı          | Bingöl                                                                                | Der ursprüngliche Name lautet Üngüzek. Der Name ist in der Form Üngüzük im Grundbuch verzeichnet. |  |
| Ballıca          | Bolciyan                                   | Dorf                | Nazımiye      | Tunceli                                                                               | |  |
| Balveren         | Gundikê Melê                               | Kleinstadt          |               | Şırnak                                                                                | Der ursprüngliche Name der Ortschaft lautete Gündükmolla, die türkisierte Variante von „Gundike Mele“ („Dorf des Mullahs“). |  |
| Bardakçı         | Batê                                       | Dorf                | Midyat        | Mardin                                                                                | Bardakçı hieß vor der Umbenennung Bati. Dieser Name ist auch im Grundbuch registriert und wurde bei der Volkszählung von 1965 als Alternativbezeichnung verwendet. |  |
| Barıştepe        | Selhe                                      | Dorf                | Midyat        | Mardin                                                                                | Der ursprüngliche Name ist als Salhi beim Grundbuchamt verzeichnet. |  |
| Başağaç          | Siçyan                                     | Dorf                | Savur         | Mardin                                                                                | Başağaç hieß früher Siçvan. Diese Form ist im Grundbuch verzeichnet und wurde auch bei der Volkszählung von 1965 als Alternativbezeichnung verwendet. |  |
| Başkale          | Elbak                                      | Stadt und Landkreis | Başkale       | Van                                                                                   | |  |
| Başköy           | Tilqebin                                   | Mahalle             | Silopi        | Şırnak                                                                                | Tilkabin ist der ursprüngliche Name. |  |
| Başkavak         | Ehmedî                                     | Dorf                | Savur         | Mardin                                                                                | |  |
| Başyurt          | Zaxuran                                    | Dorf                | Midyat        | Mardin                                                                                | Der ursprüngliche Name lautet Zahuran. |  |
| Batıayaz         | Mûran                                      | Dorf                | Yayladere     | Bingöl                                                                                | Der kurdische Name wurde in der Form "Murun" ins Grundbuch aufgenommen. |  |
| Batıbeyli        | Zifker                                     | Dorf                | Diyadin       | Ağrı                                                                                  | Vor der Umbenennung zu Batıbeyli hieß das Dorf Zifker. Dieser Name stammt von „zîvker“, dem kurdischen Wort für Silberschmied. Der ursprüngliche Name ist beim Katasteramt verzeichnet. |  |
| Batman           | Êlih                                       | Stadt und Provinz   | –             | Batman                                                                                | |  |
| Baykan           | Hewêl                                      | Stadt und Landkreis | Baykan        | Siirt                                                                                 | Mit ursprünglichem Namen hieß die Ortschaft Koh und ab 1949 Havil oder Havel. Der unter Kurden gebräuchliche Name ist eine Variante davon. |  |
| Bengisu          | Batûşê                                     | Dorf                | Savur         | Mardin                                                                                | |  |
| Beşatlı          | Xilxês                                     | Dorf                | Yüksekova     | Hakkâri                                                                               | Der Name der Ortschaft Beşatlı bedeutet Fünfreiter. Der frühere Ortsname lautet Hulhis und ist beim Katasteramt registriert. |  |
| Beşikkaya        | Faf                                        | Dorf                | Ömerli        | Mardin                                                                                | |  |
| Beşiri           | Qubîn                                      | Stadt und Landkreis | Beşiri        | Batman                                                                                | |  |
| Beşoluk          | Dawalî                                     | Dorf                | Mazgirt       | Tunceli                                                                               | |  |
| Besni            | Bêhiştî / Bêsnî                            | Stadt und Landkreis | Besni         | Adiyaman                                                                              | |  |
| Beytaşı          | Delav                                      | Dorf                | Nazımiye      | Tunceli                                                                               | |  |
| Beytüşşebap      | Elkê, Bêşebap                              | Stadt und Landkreis | Beytüşşebap   | Şırnak                                                                                | |  |
| Beyyurdu         | Bêdawê                                     | Dorf                | Şemdinli      | Hakkâri                                                                               | Der frühere Name lautete Bedevi. Der heutige Name bedeutet „Heimat des Bey“. |  |
| Bilekkaya        | Hergep                                     | Dorf                | Yayladere     | Bingöl                                                                                | Der ursprüngliche Name lautet Hergep. Dieser wird nach wie vor von der lokalen Bevölkerung verwendet. Der Name ist im Grundbuch verzeichnet. |  |
| Bilge            | Zanqirt                                    | Dorf                | Mazıdağı      | Mardin                                                                                | Schauplatz des Massakers von Mardin |  |
| Bingöl           | Cebaxçur (Çapakçur), Çewlîg, Çewlik, Çolîg | Stadt und Provinz   | –             | Bingöl                                                                                | Çapakçur ist dabei die frühere osmanische Bezeichnung des Sandschaks |  |
| Birecik          | Bêrecûg                                    | Stadt und Landkreis | Birecik       | Şanlıurfa                                                                             | |  |
| Bitlis           | Bidlîs, Bedlîs                             | Stadt und Provinz   | –             | Bitlis                                                                                | |  |
| Boğazköy         | Mezrê                                      | Dorf                | Şemdinli      | Hakkâri                                                                               | Mezrê ist der ursprüngliche Ortsname. |  |
| Boncukgöze       | Boran                                      | Dorf                | Karlıova      | Bingöl                                                                                | Der ursprüngliche Name der Ortschaft lautet Boran. Dieser Name ist beim Katasteramt registriert und wurde auch bei der Volkszählung im Jahre 1973 als Alternativbezeichnung verwendet. |  |
| Bostancık        | Gulort, Glort                              | Dorf                | Yüksekova     | Hakkâri                                                                               | Der ursprüngliche Name der Ortschaft lautet Golurt oder Kulurt. Der Name Golurt ist beim Katasteramt registriert. Kulurt wurde bei den Volkszählungen von 1975 und 1980 als Alternativbezeichnung verwendet. |  |
| Bostanlı         | Panan                                      | Dorf                | Nazımiye      | Tunceli                                                                               | |  |
| Boyalan          | Kürdikan                                   | Dorf                | Diyadin       | Ağrı                                                                                  | Vor der Umbenennung zu Boyalan hieß das Dorf Kürdikan. Dies ist der Name eines Stammes. Dieser ursprüngliche Name ist beim Katasteramt verzeichnet. und wurde bei der Volkszählung von 1965 als Alternativbezeichnung verwendet. |  |
| Bozova           | Hewenc, Hewag oder Hewenge                 | Stadt und Landkreis | Bozova        | Şanlıurfa                                                                             | |  |
| Budaklı          | Kerşaf                                     | Dorf                | Midyat        | Mardin                                                                                | Der ursprüngliche Name ist in der kurdischen Form beim Grundbuchamt registriert. |  |
| Bulaklı          | Memkan                                     | Dorf                | Yüksekova     | Hakkâri                                                                               | Der Name der Ortschaft Bulaklı bedeutet Mit Quelle. Der ursprüngliche Name Memkan ist beim Katasteramt registriert. |  |
| Bulanık          | Kop                                        | Stadt und Landkreis | Bulanık       | Muş                                                                                   | Kop ist einer der früheren Namen Bulanıks. |  |
| Burgulu          | Koran                                      | Dorf                | Diyadin       | Ağrı                                                                                  | Vor der Umbenennung zu Burgulu hieß das Dorf Koran. Dieser Name ist kurdischer Herkunft und beim Katasteramt verzeichnet. |  |
| Büvetli          | Şikeft                                     | Dorf                | Diyadin       | Ağrı                                                                                  | Vor der Umbenennung zu Büvetli hieß das Dorf Şikeft. Dieser Name ist kurdischer Herkunft und bedeutet „Höhle“. Er ist beim Katasteramt verzeichnet. Die Umbenennung erfolgte nach 1945. Bei der Volkszählung von 1945 wurde das Dorf noch unter dem ursprünglichen Namen Şikeft geführt. |  |
| Büyükçiftlik     | Girvate, Xirvata                           | Dorf                | Yüksekova     | Hakkâri                                                                               | Der ursprüngliche Name Büyükçiftliks lautete Hirvata. Die Umbenennung erfolgte zwischen 1933 und 1975 |  |
| Büyükyurt        | Hakis                                      | Dorf                | Nazımiye      | Tunceli                                                                               | Der frühere Name Büyükyurts lautet Hakis. |  |
| Çağlayancerit    | Cirîd                                      | Stadt und Landkreis | Çağlayancerit | Kahramanmaraş                                                                         | |  |
| Çaldıran         | Ebex                                       | Stadt und Landkreis | Çaldıran      | Van                                                                                   | |  |
| Çalıkağıl        | Maskan-ı Herdif, Herdif                    | Dorf                | Yayladere     | Bingöl                                                                                | Der kurdische Name wurde in der Form "Meskanıherdif" ins Grundbuch aufgenommen. |  |
| Çalpınar         | Sîtê                                       | Dorf                | Midyat        | Mardin                                                                                | Der ursprüngliche Name lautet Siti. |  |
| Çamyurt          | Mesken                                     | Dorf                | Midyat        | Mardin                                                                                | Der ursprüngliche Name lautet Mesken. |  |
| Çatak            | Şax                                        | Stadt und Landkreis | Çatak         | Van                                                                                   | |  |
| Çatalkaya        | Gimek                                      | Dorf                | Yayladere     | Bingöl                                                                                | |  |
| Çavuşlu          | Şorizbeh                                   | Ortschaft           | Midyat        | Mardin                                                                                | |  |
| Çayağzı          | Zimtêg                                     | Dorf                | Yayladere     | Bingöl                                                                                | Der kurdische Name wurde in der Form "Zimtek" ins Grundbuch aufgenommen. und bei den Volkszählungen von 1970 und 1980 als Alternativbezeichnung verwendet. |  |
| Çayırlı          | Mose, Mans                                 | Stadt und Landkreis | Çayırlı       | Erzincan                                                                              | |  |
| Çebekoğlu        | Çêwek                                      | Dorf                | Halfeti       | Urfa                                                                                  | |  |
| Çelikhan         | Çêlikan                                    | Stadt und Landkreis | Çelikhan      | Adıyaman                                                                              | |  |
| Çemişgezek       | Melkişî                                    | Stadt und Landkreis | Çemişgezek    | Tunceli                                                                               | |  |
| Çermik           | Çêrmûg                                     | Stadt und Landkreis | Çermik        | Diyarbakır                                                                            | |  |
| Cevizdere        | Kürdemlik                                  | Dorf                | Elazığ        | Der kurdische Name ist der ursprüngliche Dorfname und bedeutet "kurdisches Eigentum". | |  |
| Çevrecik         | Geran                                      | Dorf                | Nazımiye      | Tunceli                                                                               | |  |
| Ceylanpınar      | Serê Kaniyê                                | Stadt und Landkreis | Ceylanpınar   | Şanlıurfa                                                                             | Die kurdische Bezeichnung und der frühere arabische Name „Raʾs al-ʿAyn“ bedeuten beide „Kopf des Brunnens“. Die heutige Zwillingsstadt auf syrischer Seite heißt weiterhin Raʾs al-ʿAin. |  |
| Çiçektepe        | Avang                                      | Dorf                | Kiğı          | Bingöl                                                                                | Der ursprüngliche Name ist armenischen Ursprungs und lautet Abvank. Er ist in dieser Form im Grundbuch verzeichnet. Abvank wurde auch bei diversen Volkszählungen als Alternativbezeichnung verwendet. |  |
| Cizre            | Cizîr, Cizîra Botan                        | Stadt und Landkreis | Cizre         | Şırnak                                                                                | |  |
| Çıldır           | Çildar, Zûrzuna                            | Stadt und Landkreis | Çıldır        | Ardahan                                                                               | |  |
| Çukurca          | Çelê                                       | Stadt und Landkreis | Çukurca       | Hakkâri                                                                               | Der ursprüngliche Name lautete Çal. Çal (kurd.) und çukur (tr.) bedeuten beide „Grube“. |  |
| Çukurtepe        | Hünyan                                     | Dorf                | Karlıova      | Bingöl                                                                                | Der ursprüngliche Name lautet Hünyan. Dieser ist beim Katasteramt registriert und wurde beispielsweise bei den Volkszählungen von 1965 und 1980 als Alternativbezeichnung verwendet. |  |
| Çüngüş           | Çinguş                                     | Stadt und Landkreis | Çüngüş        | Diyarbakır                                                                            | |  |
| Dağlıca          | Oremar, Oramar                             | Dorf                | Yüksekova     | Hakkâri                                                                               | Der frühere Name der Ortschaft lautete Oramar. Dieser Name ist möglicherweise aramäischen Ursprungs. |  |
| Dalbasan         | Seter                                      | Dorf                | Yayladere     | Bingöl                                                                                | Der Name "Seter" wurde ins Grundbuch aufgenommen und bei den Volkszählungen von 1965 und 1980 als Alternativbezeichnung verwendet. |  |
| Dallıbahçe       | İresi                                      | Dorf                | Nazımiye      | Tunceli                                                                               | |  |
| Dallıca          | Oxas, Xogas                                | Dorf                | Kiğı          | Bingöl                                                                                | Der kurdische Name ist in der Form Hoğaz beim Katasteramt verzeichnet. |  |
| Dargeçit         | Kerboran                                   | Stadt und Landkreis | Dargeçit      | Mardin                                                                                | |  |
| Darıkent         | Muxundu                                    | Stadt               | Mazgirt       | Tunceli                                                                               | Der ursprüngliche Name der Ortschaft lautete Muhundu. Herkunft und Bedeutung des Namens sind unbekannt. |  |
| Darköprü         | Xûrs                                       | Dorf                | Kiğı          | Bingöl                                                                                | Darköprü wurde bereits in osmanischen Dokumenten des 16. Jahrhunderts unter dem Namen Hurs geführt. Dieser Name ist auch im Grundbuch verzeichnet. |  |
| Dedebağ          | Bağin, Baxin                               | Dorf                | Mazgirt       | Tunceli                                                                               | Der Ort hieß ursprünglich Baghin. |  |
| Dedebulak        | Tujipazar                                  | Dorf                | Diyadin       | Ağrı                                                                                  | Der ursprüngliche Name der Siedlung lautet Tujipazar. Dieser Name ist auch im Grundbuch registriert. |  |
| Dedeler          | Zizan                                      | Dorf                | Yüksekova     | Hakkâri                                                                               | Dedeler bedeutet Großväter. Der ursprüngliche Name Zizan ist beim Katasteramt registriert. |  |
| Demirce          | Dızık                                      | Dorf                | Nazımiye      | Tunceli                                                                               | |  |
| Demirdöş         | Tirkân                                     | Dorf                | Kiğı          | Bingöl                                                                                | Der kurdische Name ist in der Form Tirikan beim Katasteramt verzeichnet. |  |
| Demirkanat       | Aqan                                       | Dorf                | Kiğı          | Bingöl                                                                                | Demirkanat wurde bereits in osmanischen Dokumenten des 16. Jahrhunderts unter dem Namen Uzan Meşhed aufgeführt. Dieser Name ist in der Form Uzunmaşat auch im Grundbuch verzeichnet. Sowohl die Bezeichnung Akkan als auch Uzunmaşat wurden bei der Volkszählung von 1970 als Alternativbezeichnungen verwendet. |  |
| Derecik          | Rubarok                                    | Kleinstadt          | Şemdinli      | Hakkâri                                                                               | Der frühere Name des Dorfes lautete Rubaruk. Dieser Name leitet sich vom kurdischen Rûbarik ab und bedeutet wie Derecik „kleiner Bach“. |  |
| Dereiçi          | Qilit                                      | Dorf                | Savur         | Mardin                                                                                | |  |
| Dereova          | Deriye                                     | Dorf                | Nazımiye      | Tunceli                                                                               | |  |
| Derik            | Dêrika Çiyayê Mazî                         | Stadt und Landkreis | Derik         | Mardin                                                                                | |  |
| Derinçay         | Xelîfan                                    | Dorf                | Karlıova      | Bingöl                                                                                | Der ursprüngliche Name der Ortschaft lautet Halifan. Dieser Name ist beim Katasteramt registriert. Die Umbenennung erfolgte vor 1962. |  |
| Devecik          | Kürük                                      | Dorf                | Karlıova      | Bingöl                                                                                | Der ursprüngliche Name Kürük ist beim Katasteramt registriert. Die Umbenennung erfolgt vor 1962. |  |
| Dicle            | Pîran                                      | Stadt und Landkreis | Dicle         | Diyarbakır                                                                            | |  |
| Digor            | Dîxor                                      | Stadt und Landkreis | Digor         | Kars                                                                                  | |  |
| Dikmen           | Hêşerî                                     | Kleinstadt          | Kızıltepe     | Mardin                                                                                | Der ursprüngliche Name der Ortschaft lautet Heşeri oder Heyşeri. |  |
| Dilektepe        | Minar                                      | Dorf                | Baykan        | Siirt                                                                                 | Das Dorf hatte bis zur Umbenennung mehrere Namen. Es wurde sowohl Minar als auch Zeligar genannt. Der Name Minar ist heute noch gebräuchlich und beim Katasteramt registriert. |  |
| Diyadin          | Giyadîn                                    | Stadt und Landkreis | Diyadin       | Ağrı                                                                                  | |  |
| Diyarbakır       | Amed                                       | Stadt und Provinz   | –             | Diyarbakır                                                                            | In der Antike hieß die Stadt Amida. |  |
| Doğanşehir       | Wêranşar                                   | Stadt und Landkreis | Doğanşehir    | Malatya                                                                               | |  |
| Doğançay         | Mizîzex                                    | Dorf                | Midyat        | Mardin                                                                                | Der ursprüngliche Name lautet Mizizah. |  |
| Doğanlı          | Ertuş                                      | Dorf                | Yüksekova     | Hakkâri                                                                               | Der kurdische Name der Ortschaft lautet Ertuş. Dies geht zurück auf den Stamm der Ertuşi. Ertuş war der kurdische Name Uzunderes (in Çukurca), des Herkunftsortes der Einwohner Doğanlıs. Der Name Ertuş ist beim Katasteramt registriert. |  |
| Doğantaş         | Deşt                                       | Dorf                | Nazımiye      | Tunceli                                                                               | |  |
| Doğubeyazıt      | Bazîd                                      | Stadt und Landkreis | Doğubeyazıt   | Ağrı                                                                                  | |  |
| Doğucak          | Çikan                                      | Dorf                | Yayladere     | Bingöl                                                                                | Der frühere Name lautete Çıkoğlu. Dieser ist auch in dieser Form im Grundbuch registriert. Im Jahresbericht der Provinz Bingöl 1973 finden sich die Varianten Çıkoğlu und Çikan. |  |
| Dokuztaş         | Gevirgevrik                                | Dorf                | Diyadin       | Ağrı                                                                                  | |  |
| Dolunay          | Kefsenk                                    | Dorf                | Midyat        | Mardin                                                                                | Der ursprüngliche Name ist in der Form Kefsenk beim Katasteramt registriert. Der Name stammt aus dem Aramäischen Kfersenk. „Kfer“ bedeutet Dorf. |  |
| Duranlar         | Axbizut                                    | Dorf                | Kiğı          | Bingöl                                                                                | |  |
| Edremit          | Ertemêtan                                  | Stadt und Landkreis | Edremit       | Van                                                                                   | |  |
| Eğlence          | Zînol                                      | Dorf                | Midyat        | Mardin                                                                                | Zinol ist der frühere Name des Dorfes. |  |
| Eğil             | Êgil                                       | Stadt und Landkreis | Eğil          | Diyarbakır                                                                            | |  |
| Ekinözü          | Cela                                       | Stadt und Landkreis | Ekinözü       | Kahramanmaraş                                                                         | |  |
| Elazığ           | Eleziz, Xarpêt                             | Stadt und Provinz   | –             | Elazığ                                                                                | Eleziz geht auf den früheren osmanisch/arabischen Namen Mamûretü'l-Azîz und Xarpet auf das antike Harput zurück. Die richtige frühere Bezeichnung lautet „Khartpert“. Kharput ist laut der Encyclopaedia of Islam eine corrupted form. Die Umbenennung auf Elazığ erfolgte auf Initiative Atatürks. Im November 1937 beschloss der Ministerrat die Umbenennung auf Elazık und einen Monat später auf das heutige Elazığ. |  |
| Elbeyli          | Eliyê Mentarê                              | Stadt und Landkreis |               | Kilis                                                                                 | Die kurdische Bezeichnung „Eliyê Mentarê“ ist eine Variante des ursprünglichen Ortsnamens Alimantar. |  |
| Elbistan         | Olbiston                                   | Stadt und Landkreis | Elbistan      | Kahramanmaraş                                                                         | |  |
| Eleşkirt         | Zêdikan, Zêtkan                            | Stadt und Landkreis | Eleşkirt      | Ağrı                                                                                  | |  |
| Erciş            | Erdîş                                      | Stadt und Landkreis | Erciş         | Van                                                                                   | |  |
| Elmakaşı         | Poxterîs                                   | Dorf                | Pertek        | Tunceli                                                                               | Der ursprüngliche Name des Dorfes wird vom Grundbuchamt als „Puhateris“ angegeben. Der Autor Nişanyan transkribiert den früheren Namen als Pohteris. Dieser Name ist armenischen Ursprungs. |  |
| Erentepe         | Lîz                                        | Dorf                | Bulanık       | Muş                                                                                   | Liz war der ursprüngliche Name des Ortes. |  |
| Ergani           | Erxenî                                     | Stadt und Landkreis | Ergani        | Diyarbakır                                                                            | |  |
| Eruh             | Dih, Dihê                                  | Stadt und Landkreis | Eruh          | Siirt                                                                                 | |  |
| Erzincan         | Ezirgan                                    | Stadt und Provinz   | –             | Erzincan                                                                              | |  |
| Erzurum          | Erzirom                                    | Stadt und Provinz   | –             | Erzurum                                                                               | |  |
| Esendere         | Bajirge                                    | Kleinstadt          | Yüksekova     | Hakkâri                                                                               | Der kurdische Name ist der historische Name. Bajirge stammt vom kurdischen Wort bajer (Kleinstadt) und bedeutet „Platz der Kleinstadt“. Der Name Bajirge ist beim Katasteramt registriert. |  |
| Eskikavak        | Arêg                                       | Dorf                | Kiğı          | Bingöl                                                                                | |  |